# Маями (окръг, Индиана)
Окръг Маями (на английски: Miami County) е окръг в щата Индиана, Съединени американски щати. Площта му е 976 km², а населението е 35 962 души (1 април 2020). Административен център е град Перу.